# Milice provinciale
 (juin 2025).
La milice provinciale est une forme de conscription qui a existé en France de 1688 à 1791, année officielle de son abolition par l'Assemblée nationale. Sa levée avait pour but initial de compléter le recrutement habituel des armées royales avec des sujets obligés de servir. Si le gouvernement a souhaité que le tirage au sort désigne les miliciens, il est souvent arrivé qu'officiellement des corps de métier puissent fournir des volontaires dont ils achetaient le service ou que, dans les villages, le hasard ne fût pas seul à désigner le milicien.
Elle est désignée par plusieurs noms dans les documents : « milice royale » et « milice de terre » (peu utilisée), « milice provinciale » puis officiellement « troupes provinciales » à partir de 1771 ; ces deux derniers étant les plus fréquents. « Milice royale » permet de désigner celui qui ordonne la levée ; « milice de terre » s'oppose à la milice garde-côte à laquelle sont soumises les communautés proches des littoraux.

## Historique
En 1688, au commencement de la guerre de la Ligue d'Augsbourg, le secrétaire d'État à la Guerre, le marquis de Louvois, initie une levée de miliciens provinciaux afin de seconder les troupes réglées dans les places de garnison, voire au combat. Ces milices sont renvoyées chez elles en 1697 après la paix de Ryswick.
La milice provinciale est recréée de 1701 à 1714 pour servir pendant la guerre de Succession d'Espagne, et à nouveau en 1719 pendant la courte expédition d'Espagne.
L'ordonnance royale du 25 février 1726 préparée par le marquis de Breteuil fait de la milice provinciale une troupe permanente dont l'objectif est d'« avoir toujours sur pied dans l'intérieur du royaume un corps de milice qui, s'exerçant pendant la paix au maniement des armes, sans déranger les travaux qu'exige l'agriculture, ni sortir des provinces, pût être prêt à marcher sur les frontières pour en augmenter les forces dans les besoins les plus pressants de l'État. » C'est sous cette forme qu'elles servirent pendant les guerres de Succession de Pologne (1733-1738), de Succession d'Autriche (1741-1748) et de Sept Ans (1756-1763).
Pendant la longue paix qui suit (la guerre d'Indépendance américaine de 1776-1783 concernant davantage les côtes et l'outre-mer), de nombreux appels à réformer la milice provinciale sont faits qu'essayent de suivre les secrétaires d'État à la Guerre successifs, le marquis de Monteynard, puis le comte de Saint-Germain.
Par l'ordonnance du 4 août 1771, elles sont recréées sous la forme de « troupes provinciales » formées de régiments provinciaux composés de « soldats provinciaux ».
Par une lettre du 27 décembre 1788, le Bureau du mouvement des troupes annonce aux intendants que la levée est suspendue le temps qu'ait lieu une nouvelle répartition ; les États généraux du royaume sont alors en préparation et la milice a figuré sur certains cahiers de doléances du tiers état. Le 14 mars 1789, une lettre du ministre de la Guerre, monsieur de Puységur, précise que le roi veut ainsi alléger les campagnes à la suite des dégâts du froid et des inondations de l'hiver 1788-1789, mais qu'en 1790, seront levés les miliciens de 1789 et 1790. Cette levée n'eut jamais lieu et l'Assemblée nationale décide par le décret du 4 mars 1791 d'abolir les troupes provinciales (dans la même période, plusieurs autres habitudes militaires de la monarchie sont également abolies ou limitées).
Mais les levées révolutionnaires de la période 1791-1793 pour lutter contre les monarchies européennes coalisées, les fédéralistes et les contre-révolutionnaires reprennent le système de l'obligation de la milice tout juste abolie ; dans les provinces, on organise même des tirages au sort en juillet 1792 pour désigner des hommes. Enfin, la loi Jourdan-Delbrel du 5 septembre 1798, institue la conscription et renoue avec l'obligation militaire que la milice provinciale évoquait déjà.

## Les levées dans la pratique
Les premières ordonnances de levée de 1688 à 1690 ordonnent aux provinces de fournir un nombre d'hommes. Les intendants répartissent ce nombre entre les paroisses qui doivent fournir des volontaires et en assurent l'équipement. Les autorités doivent constater que, souvent, les miliciens sont trop âgés ou inaptes à faire la guerre ; leur équipement est de piètre qualité. Rapidement, en 1691, le secrétaire d'État à la guerre ordonne que les miliciens soient désignés par tirage au sort parmi les hommes valides de la paroisse.
Des exemptions existent à l'initiative des subdélégués des intendants qui ne conçoivent pas de priver une famille de son chef, d'engager de trop jeunes hommes ou visiblement atteints d'infirmités physiques. Une liste officielle des exemptions est établie en 1765, avec possibilité pour les intendants de l'étendre selon les particularités de la province. Cette liste cherche à préserver l'agriculture et l'industrie : par exemple, sont exempts les fils dont les pères ne peuvent plus travailler, mais il faut justifier d'une certaine aisance ; mais aussi à préserver le confort des plus riches puisque leurs domestiques sont libérés de l'obligation de la milice. Les miliciables présentent leurs motifs au subdélégué qui accepte ou refuse. Le plus simple moyen pour ne pas avoir à tirer reste de mesurer moins de 5 pieds (environ 1,62 m).
Deux moyens ont existé pour tirer au sort :
- avant l'ordonnance de 1765, on inscrit le nom de chaque miliciable bon pour le service sur un papier. On tire autant de noms que de miliciens à fournir par la communauté ;
- à partir de 1765, le chapeau contient autant de billets que de miliciables : tous sont blancs, sauf un ou quelques-uns portant le mot « milicien » selon le nombre de miliciens à obtenir. Ceux qui tirent le « billet noir » doivent servir pour la milice.

La deuxième méthode peut permettre, avec l'accord discret du subdélégué, de faire tirer le « billet noir » par un miliciable désigné comme volontaire, tout en respectant l'ordre de faire un tirage au sort.
Impopulaire, le tirage au sort l'est encore plus aux yeux des paroisses rurales et de certains corps de métier car dans les grandes villes, certains corps de métier ont obtenu le privilège de fournir des volontaires plutôt que de voir leurs garçons partir régulièrement à l'entraînement ou à la guerre. À Montpellier, ce sont surtout des métiers d'artisanat qui ont la noblesse et la bourgeoisie pour clients : orfèvres, apothicaires, valets et domestiques, etc. Cette pratique entraîne des inconvénients car ces volontaires (parfois étrangers à la ville) ont tendance à disparaître plus facilement que les miliciens vivant de leurs terres et métiers.
Pour compenser le fait de voir l'un des siens désigné milicien, les miliciables et habitants de la paroisse ont parfois pris l'habitude de se cotiser pour donner une somme d'argent au désigné. Si l'ordre est de ne pas les tolérer, les subdélégués ont le plus souvent fermé les yeux pourvu qu'ils n'en aient pas connaissance et que cela ne provoque pas de tumulte (la somme réunie pouvant disparaître frauduleusement...).
Le milicien doit ensuite se présenter à toutes les convocations. En temps de paix, il doit venir s'entraîner quelques semaines par an dans un camp royal au maniement des armes et à la marche militaire. En temps de guerre, il sert pour alléger le labeur des troupes réglées : principalement la garde des places-fortes annoncent les ordonnances royales. Mais les miliciens se sont retrouvés au combat pour compléter des bataillons décimés par la guerre. Certains miliciens ont ainsi pu devenir « officier de fortune », c'est-à-dire promu lieutenant ou capitaine de troupes réglées pour suppléer à des officiers morts ou promus en temps de guerre.
D'après les sources évoquant la milice provinciale, elle semble avoir été très impopulaire, le peuple ne comprenant pas :
- pourquoi le roi avait besoin du peuple en temps de paix ;
- pourquoi on désignait les miliciens au sort alors que les paroisses étaient prêtes à acheter des volontaires.

Dans une gravure anonyme de 1789 sur les quatre souhaits du tiers-état (reproduite dans l'Encyclopédie Universalis), la milice figure à côté des barrières d'octroi, des chicanneurs (hommes de loi qui faisaient payer tous leurs actes) et des garde-chasses des nobles.

### Sources
Archives du Service historique de la défense :
- correspondance du ministère de la Guerre avec les gouverneurs et les intendants de province (série A1),
- contrôles des troupes et des officiers (série 1M),
- mémoires sur l'organisation des milices provinciales adressés au ministère de la Guerre (séries Xb et Yb).

Archives départementales :
- archives de l'intendance pour les départements ayant accueilli le siège de l'intendant de province,
- archives des subdélégations regroupées par départements actuels (constituent souvent un double de celles de l'intendance),
- archives du gouverneur militaire pour les départements ayant accueilli le siège de celui-ci,
- quelques archives communales contiennent des informations sur les levées de milice provinciale effectuée.

Archives municipales :
- Dans les villes disposant d'archives de quelque importance, la série des affaires militaires comprend des procès-verbaux de désignation des miliciens. Cela permet de combler de possibles lacunes des archives de l'intendance.

Quelques témoignages existent en dehors des archives des institutions :
- Valentin Jammeray-Duval, Mémoires, début du XVIIIe siècle ; édité par Jean Goulemot, Mémoires. Enfance et éducation d'un paysan au XVIIIe siècle, Paris, 1981. Ce paysan essayant de s'instruire, parcourt la France et témoigne que, dès qu'on annonçait la levée de la milice provinciale : « Au seul bruit qui s'en répandait, la jeunesse épouvantée allait se cacher dans les réduits les plus écartés et les plus épaisses des forêts. »